# Alexander Abramowitsch Belawin
Alexander „Sascha“ Abramowitsch Belawin (russisch Александр Абрамович Белавин, wissenschaftliche Transkription: Aleksandr Abramovič Belavin, englische Transliteration: Alexander Belavin; * 1942) ist ein russischer theoretischer Physiker.
Belawin machte sein Physik-Diplom bei M. W. Terentjew und arbeitete danach von 1967 bis 1970 an seiner Promotion über die Theorie der schwachen Wechselwirkung bei I. Kobzarew am Institut für Theoretische und Experimentelle Physik (ITEP) in Moskau. Er ist Professor an der Unabhängigen Universität in Moskau und Wissenschaftler am Landau-Institut für Theoretische Physik.
Belawin führte 1975 mit Alexander Poljakow, Albert S. Schwarz und Tjupkin die Instantonen ein, Vakuumlösungen von klassischen Yang-Mills-Theorien in euklidischer Raumzeit, die als Tunnel-Lösungen zwischen topologisch verschiedenen Vakua in der üblichen Raumzeit interpretiert werden können. Sie werden in Theorien des Quark-Confinement untersucht, und das war auch das Motiv für die ursprünglichen Entdecker. Anfang der 1980er Jahre beschäftigte er sich mit integrablen (das heißt exakt lösbaren) zweidimensionalen relativistischen Theorien, untersuchte klassische und Quanten-R-Matrizen und führte elliptische R-Matrizen ein. Mit Vladimir Drinfeld, der später aus diesen und daraus folgenden Untersuchungen den Begriff der Quantengruppe definierte, klassifizierte er klassische R-Matrizen. Mit Poljakow und Alexander Samolodtschikow schrieb er 1984 eine fundamentale Arbeit über konforme Feldtheorien.
2007 erhielt er den Pomerantschuk-Preis. 2011 erhielt er mit Samolodtschikow und Poljakow den Lars-Onsager-Preis. 2011 wurde er korrespondierendes Mitglied der Russischen Akademie der Wissenschaften. 2023 wurde Belawin mit dem Landau-Preis ausgezeichnet.

## Verweise
1. ↑  A. A. Belavin, A.M. Polyakov, A.S. Schwartz und Yu. S. Tyupkin: Pseudoparticle solutions of the Yang-Mills equations. In: Physics Letters B. Band 59, 1975, S. 85
2. ↑  Belavin, Polyakov und Zamolodchikov: Infinite conformal symmetry in two-dimensional quantum field theory. In: Nuclear Physics B. Band 241, 1984, S. 333–380

| Personendaten    | Personendaten |
| ---------------- | --- |
| NAME             | Belawin, Alexander Abramowitsch |
| ALTERNATIVNAMEN  | Belavin, Aleksand Abramovič; Belawin, Sascha (Spitzname); Белавин, Александр Абрамович (russisch); Belavin, Aleksandr Abramovič (wissenschaftliche Transkription); Belavin, Alexander (englisch) |
| KURZBESCHREIBUNG | russischer Physiker |
| GEBURTSDATUM     | 1942 |